# Nonnea
Nonnea (Nonea versicolor) är en strävbladig växtart som först beskrevs av Christian von Steven, och fick sitt nu gällande namn av Robert Sweet. Nonnea ingår i släktet nonneor, och familjen strävbladiga växter. Inga underarter finns listade i Catalogue of Life.